# Симоне Лаудер
Симоне Лаудер (на немски: Simone Laudehr) (родена 12 юли 1986) е германска футболистка. Тя играе като централен полузащитник във ФФЦ „Франкфурт“.

## Биография и кариера
Лаудер е родена в Регенсбург, Бавария, Германия. Тя е дъщеря на Дойна (Румъния) и Хумберт (Германия). Лаудер започва кариерата си на три годишна възраст в „Тегернхайм“. През 1996 г. се присъединява в клуба „Регенсбург“, преди да играе за „Байерн Мюнхен“ за един сезон. В Байерн тя прави своя дебют в Бундеслигата. Симоне печели Купата на Германия два пъти.
Симоне прави своя дебют за германския старши националния отбор през юли 2007 г. срещу Дания. Само два месеца по-късно тя става част от отбора на ФИФА за жени на Световната купа в Германия 2007. Лаудер е титуляр за Германия в пет мача, включително и на финала на Световната купа, в която тя в 86-а минута в която тя затвърди победата на немците с 2 – 0.
Една година по-късно, Симоне печели бронзов медал на Летните олимпийски игри през 2008 г. и е част от отбора на Германия, който печели седма титла на страната в Европейското първенство по футбол през 2009.

## Постижения
- Купа на Германия: 2008 – 09, 2009 – 10, 2006 – 07[1]
- УЕФА Шампионска лига – жени: Winner 2008 – 09[2]
- Световна купа – жени – 2007
- УЕФА Европейско първенство по футбол: 2009, 2013
- Летни олимпийски игри: Бронзов медал 2008
- ФИФА Женско Световно първенство до 19 г.: 2004
- УЕФА Европейско първенство по футбол (жени до 19 г.): Подгласник 2004
- Гол на месеца: септември 2007 г.